# Чаттагучі-Гіллс (Джорджія)
Чаттагучі-Гіллс (англ. Chattahoochee Hills) — місто (англ. city) в США, в окрузі Фултон штату Джорджія. Населення — 2950 осіб (2020).

## Географія
Чаттагучі-Гіллс розташоване за координатами 33°33′38″ пн. ш. 84°45′20″ зх. д. / 33.56056° пн. ш. 84.75556° зх. д. (33.560554, -84.755446).  За даними Бюро перепису населення США в 2010 році місто мало площу 132,21 км², з яких 129,95 км² — суходіл та 2,26 км² — водойми.

## Демографія
Згідно з переписом 2010 року, у місті мешкало 2378 осіб у 941 домогосподарстві у складі 679 родин. Густота населення становила 18 осіб/км².  Було 1080 помешкань (8/км²).
Расовий склад населення:
| - 68,6 % — білих - 28,0 % — чорних або афроамериканців - 0,3 % — азіатів - 0,2 % — корінних американців - 1,9 % — осіб інших рас |

До двох чи більше рас належало 1,0 %. Частка іспаномовних становила 5,6 % від усіх жителів.
За віковим діапазоном населення розподілялося таким чином: 20,5 % — особи молодші 18 років, 63,4 % — особи у віці 18—64 років, 16,1 % — особи у віці 65 років та старші. Медіана віку мешканця становила 45,8 року. На 100 осіб жіночої статі у місті припадало 100,7 чоловіків;  на 100 жінок у віці від 18 років та старших — 96,2 чоловіків також старших 18 років.
Середній дохід на одне домашнє господарство  становив 79 865 доларів США (медіана — 60 567), а середній дохід на одну сім'ю — 93 704 долари (медіана — 73 618). Медіана доходів становила 51 008 доларів для чоловіків та 46 328 доларів для жінок. За межею бідності перебувало 13,5 % осіб, у тому числі 30,8 % дітей у віці до 18 років та 7,2 % осіб у віці 65 років та старших.
Цивільне працевлаштоване населення становило 1311 осіб. Основні галузі зайнятості: освіта, охорона здоров'я та соціальна допомога — 15,4 %, науковці, спеціалісти, менеджери — 14,9 %, виробництво — 11,5 %, будівництво — 11,3 %.